# آزانو دسیمو
آزانو دسیمو (به ایتالیایی: Azzano Decimo) یک کومونه در ایتالیا است که در استان پوردنونه واقع شده‌است.

## خصوصیات
آزانو دسیمو ۵۱٫۴ کیلومترمربع مساحت و ۱۳٬۷۱۱ نفر جمعیت دارد و ۱۴ متر بالاتر از سطح دریا واقع شده‌است.